# Atelopus peruensis
Atelopus peruensis är en groddjursart som beskrevs av Gray och David Cannatella 1985. Atelopus peruensis ingår i släktet Atelopus och familjen paddor. IUCN kategoriserar arten globalt som akut hotad. Inga underarter finns listade.